# Lorenzo Canova
Lorenzo Canova (Roma, 13 maggio 1967) è uno storico dell'arte e critico d'arte italiano.
Professore Associato di Storia dell'Arte Contemporanea, Dipartimento di Scienze Umanistiche, Sociali e della Formazione, Università degli Studi del Molise. 
Ha pubblicato studi sull'arte del Cinquecento romano, del Novecento e delle ultime generazioni. Ha curato mostre in musei italiani e internazionali. 
Fa parte del collegio dei docenti del dottorato di ricerca in Patrimonio Culturale: Memorie, Civiltà, Transizioni dell’Università degli Studi del Molise.
Insegna storia dell’arte contemporanea presso la Scuola di Specializzazione in Beni Storico-Artistici dell’Università degli Studi di Perugia.
È fondatore e direttore dell’ARATRO – Archivio delle Arti Elettroniche- Museo Laboratorio di Arte Contemporanea, Università degli Studi del Molise, Campobasso.
Collabora con il quotidiano Avvenire. Fa parte del comitato scientifico della Rivista Storia dell’Arte. 
È componente del consiglio scientifico e del board della Fondazione Giorgio e Isa de Chirico. 

## Biografia
Figlio dell'artista Bruno Canova e di Teda Morandini, un'anglista, dopo la laurea presso l'Università di Roma La Sapienza vi ha anche conseguito il dottorato di ricerca in Storia dell'arte.
Dal 2003 ha fatto parte del comitato scientifico del MAE per la Collezione Farnesina, di cui è stato curatore fino al 2010 con Maurizio Calvesi, e la Collezione Farnesina Experimenta.
Nel 2007/2008, insieme a Chiara Bertola, Bruno Corà, Daniela Lancioni e Claudio Spadoni, ha fatto parte della commissione che ha curato l'impianto critico della XV Quadriennale d'Arte di Roma e selezionato gli artisti invitati a partecipare.
Ha curato diverse mostre in musei italiani e internazionali. e pubblicato studi e saggi su Beato Angelico, Mark Rothko, Pier Paolo Pasolini, Giulio Carlo Argan, Afro, Alberto Burri, Damien Hirst sull'arte del Cinquecento romano, del Novecento, delle nuove generazioni di artisti italiani. 
Dal 2013 ha portato avanti una ricerca sulla Neometafisica di Giorgio de Chirico culminata con la pubblicazione della monografia Il grande ritorno. Giorgio de Chirico e la Neometafisica pubblicata dalla casa editrice La Nave di Teseo. 

## Pubblicazioni
- Maurizio Calvesi, Lorenzo Canova. Arte a Roma, pittura scultura, architettura negli anni dei Giubilei (edizioni italiana e inglese). Milano, New York, Rizzoli. 1999. ISBN 88-17-86225-8.
- Lorenzo Canova. Il Moderno, Il Contemporaneo, il Postmoderno, nel volume di aggiornamento dell'Enciclopedia Universale dell'Arte. Milano. De Agostini. 2000. ISBN 88-402-3151-X.
- Lorenzo Canova. Arte italiana per il XXI Secolo. Roma, pubblicazione del Ministero degli Affari Esteri, 2003.
- Lorenzo Canova. Nel corpo dell'immagine. Nuove prospettive italiane. Vasto, XXXVI Premio Vasto d'Arte Contemporanea. 2003.
- Lorenzo Canova. Futuro italiano. Roma, pubblicazione del Ministero degli Affari Esteri, 2003.
- Maurizio Calvesi, Lorenzo Canova. Cento anni di arte italiana alla Farnesina. Roma, Pubblicazione della Presidenza del Consiglio dei ministri, Istituto Poligrafico e Zecca dello Stato. 2006.
- Lorenzo Canova, On the edge of vision. New idioms in indian & italian contemporary art, 2007.
- Maurizio Calvesi, Lorenzo Canova. 20 Maestri della Collezione Farnesina (Edizione in italiana).[8] Siena, Carlo Cambi Editore, 2007. ISBN 978-88-88482-72-9. Farnesina Collection. Contemporary art exhibition in Malpensa (Edizione in inglese). Siena, Carlo Cambi Editore, 2007. ISBN 88-88482-72-5.
- Lorenzo Canova. Gino Marotta. Naturale/Artificiale (edizione bilingue italiano/inglese).[9] Cinisello Balsamo, Silvana Editoriale, 2007. ISBN 88-366-0907-4.
- Lorenzo Canova. Visione romana, percorsi incrociati nell'arte del novecento.[10] Pisa, Edizioni ETS, luglio 2008. ISBN 978-88-467-2086-3.
- Lorenzo Canova, Chiara Bertola, Bruno Corà, Daniela Lancioni, Claudio Spadoni. XV Quadriennale d'arte di Roma.[11] Venezia, Marsilio Editori, 2008. ISBN 88-317-9532-5.
- Maurizio Calvesi, Lorenzo Canova, Marisa Vescovo, Marco Meneguzzo. Collezione Farnesina Experimenta.[12] Roma, Gangemi Editore, 2008. ISBN 88-492-1486-3.
- Lorenzo Canova, Flavia Monceri. Pianeta Terra.[13] Cinisello Balsamo, Silvana Editoriale, 2009. ISBN 978-88-366-1195-9.
- Lorenzo Canova. Corrispondenze.[14] Cinisello Balsamo, Silvana Editoriale, 2009. ISBN 978-88-366-1539-1.
- Lorenzo Canova, Nelle ombre lucenti di de Chirico, Roma, Ded'A edizioni, 2010, ISBN 978-88-96121-25-2[15]
- Lorenzo Canova, Mafonso, Dimore di tutto ciò che è divinissimo e santissimo dirartecontemporanea 2.0 edizioni[16][17]
- Arrigo Musti, Lorenzo Canova (a cura di), Drops. Museo civico Castelbuono (Palermo), 3 agosto-2 settembre 2014, Bagheria, Plumelia, 2013. ISBN 978-88-89876-55-8
- Arrigo Musti, Lorenzo Canova (a cura di), Impop. Esposizione tenuta a Roma, Musei di Villa Torlonia, Casine delle Civette, 2014, Bagheria, Plumelia, 2014. ISBN 978-88-89876-81-7

## Mostre
- 2003:
  - Arte italiana per il XXI secolo. Ministero degli Affari Esteri, Palazzo della Farnesina, Roma.
  - Nel corpo dell'immagine. XXXVI Premio Vasto d'arte contemporanea.[18] Musei Civici di Palazzo d'Avalos, Vasto.
  - Futuro italiano.[18][19] Sede del Parlamento Europeo, Bruxelles.
- 2005:
  - Italian Art 1950-1970. Masterpieces from the Farnesina Collection, (Arte Italiana 1950-1970. Capolavori dalla Collezione Farnesina). Mostra curata con Maurizio Calvesi e Renato Miracco. National Gallery of Modern Art, Nuova Delhi.[20]
  - Segnali italiani dalla Collezione d'Arte Contemporanea alla Farnesina. Mostra curata con Maurizio Calvesi. Belgrado, Galleria dell'Accademia Serba delle Scienze e delle Arti.
- 2006:
  - Pasolini e Roma. Cura della sezione arte della mostra, con Enzo Siciliano e Federica Pirani. Museo di Roma in Trastevere, Roma.[21]
  - Burri. Gli artisti e la materia 1945-2004. Cura della mostra in collaborazione con Maurizio Calvesi, Italo Tomassoni, Chiara Sarteanesi, Rosella Siligato, Maria Grazia Tolomeo. Scuderie del Quirinale, Roma.[22]
- 2007:
  - On the Edge of Vision. New Idioms in Indian & Italian Contemporary Art. Mostra curata con Rajeev Lochan. Victoria Memorial Hall, Kolkata.
  - Cantiere in corso. ARATRO,[1] Archivio delle Arti Elettroniche, Università degli Studi del Molise, Campobasso.
  - Viaggio nell'Arte Italiana 1950-1980. Cento opere dalla Collezione Farnesina. Mostra itinerante curata con Maurizio Calvesi. Galleria Nazionale d'Arte Moderna, Sarajevo (maggio); Museo Nazionale Arte Straniera, Sofia (giugno); Museo di Belle Arti, Budapest (luglio); Museo Nazionale Brukenthal, Sibiu (settembre-ottobre); MNAC Museo Nazionale di Arte Contemporanea, Bucarest (novembre-dicembre); Museo del Palazzo di Wilanow Varsavia (dicembre-gennaio).
  - Gino Marotta. Naturale Artificiale. ARATRO,[1] Archivio delle Arti Elettroniche, Università degli Studi del Molise, Campobasso.
- 2008
  - Viaggio nell'Arte Italiana 1950-1980. Cento opere dalla Collezione Farnesina. Santiago del Cile, Buenos Aires, San Paolo, Lima, Caracas, e Guadalajara.[23]
  - XV Quadriennale di Roma,[24] Palazzo delle Esposizioni, Roma.
  - Collezione Farnesina Experimenta.[25] Ministero degli Affari Esteri, Palazzo della Farnesina, Roma.

- 2023
  - Cronaca vera, mostra personale di Domenico Ventura. Roma, Teatro Arciliuto, 20 ottobre – 4 dicembre 2023.